# Blondie-diszkográfia
Ez a szócikk az amerikai Blondie rockegyüttes lemezeit sorolja fel.

## Stúdióalbumok
| Év   | Album                                                                                | U.S. | UK | Ausztrália | Svédo. | Németo. | Ausztria | Eladási minősítések         |
| ---- | ------------------------------------------------------------------------------------ | ---- | -- | ---------- | ------ | ------- | -------- | --------------------------- |
| 1976 | Blondie - Megjelent: 1976. december - Kiadó: Private Stock Records Chrysalis Records | -    | 75 | 14         | -      | -       | -        | arany (UK)                  |
| 1977 | Plastic Letters - Megjelent: 1977 október - Kiadó: Chrysalis Records                 | 72   | 10 | 64         | 33     | 9       | -        | Platina (UK)                |
| 1978 | Parallel Lines - Megjelent: 1978 szeptember - Kiadó: Chrysalis Records               | 6    | 1  | 2          | 9      | -       | 24       | Platina (U.S.) Platina (UK) |
| 1979 | Eat to the Beat - Megjelent: 1979. október 13. - Kiadó: Chrysalis Records            | 17   | 1  | 9          | 2      | 23      | 19       | Platina (U.S.) Platina (UK) |
| 1980 | Autoamerican - Megjelent: 1980. november 29. - Kiadó: Chrysalis Records              | 7    | 3  | 8          | 11     | 42      | 18       | Platina (U.S.) Platina (UK) |
| 1982 | The Hunter - Megjelent: 1982. június 5. - Kiadó: Chrysalis Records                   | 33   | 9  | 15         | 18     | 49      | -        | -                           |
| 1999 | No Exit - Megjelent: 1999. február 23. - Kiadó: Beyond Records                       | 18   | 3  | 72         | 36     | 18      | 20       | arany (UK)                  |
| 2003 | The Curse of Blondie - Megjelent: 2003. október 13. - Kiadó: Epic Records            | 160  | 36 | 83         | -      | 84      | -        | -                           |

## Koncertalbumok
| Év   | Album |
| ---- | --- |
| 1998 | Picture This Live (Capitol Anniversary Series) - Megjelent: 1998 - Kiadó: EMI/Capitol Records                                        |
| 2000 | Livid (Live) - Megjelent: 2000. április 25. - Kiadó: Beyond Records                                                                  |
| 2004 | Live by Request - Megjelent: 2004. szeptember 14. (U.S.)/2005 (UK) - Kiadó: Sanctuary Records (U.S.) Flag of the United Kingdom (UK) |

## Válogatások
| Év   | Album | U.S. | UK | Eladási minősítések               |
| ---- | --- | ---- | -- | --------------------------------- |
| 1981 | The Best of Blondie - Megjelent: 1981. október 31. - Kiadó: Chrysalis Records                                          | 30   | 4  | 2× Platina (U.S.) 2× Platina (UK) |
| 1988 | Once More into the Bleach - Megjelent: 1988 - Kiadó: Chrysalis Records                                                 | -    | 50 | -                                 |
| 1991 | The Complete Picture: The Very Best of Deborah Harry and Blondie - Megjelent: 1991. március - Kiadó: Chrysalis Records | -    | 3  | -                                 |
| 1993 | Blonde and Beyond - Megjelent: 1993 - Kiadó: EMI/Chrysalis Records                                                     | -    | -  | -                                 |
| 1994 | The Platinum Collection - Megjelent: 1994 - Kiadó: EMI/Chrysalis Records                                               | -    | -  | -                                 |
| 1995 | Beautiful – The Remix Album - Megjelent: 1995 - Kiadó: EMI/Chrysalis Records                                           | -    | 25 | -                                 |
| 1995 | Remixed Remade Remodeled – The Remix Project - Megjelent: 1995. július 18. - Kiadó: EMI/Chrysalis Records              | -    | -  | -                                 |
| 1998 | Atomic – The Very Best of Blondie - Megjelent: 1998 - Kiadó: EMI/Chrysalis Records                                     | -    | 12 | Platina (UK)                      |
| 2002 | Greatest Hits - Megjelent: 2002. október - Kiadó: EMI/Chrysalis Records                                                | -    | 38 | -                                 |
| 2005 | Greatest Hits: Sight + Sound - Megjelent: 2005. november 8. - Kiadó: EMI                                               | -    | 48 | arany (UK)                        |
| 2006 | Greatest Hits: Sound & Vision - Megjelent: 2006. március 7. - Kiadó: Capitol Records                                   | -    | -  | -                                 |

## Kislemezek
| Év   | Dal                                         | U.S. | UK | U.S. dance | Amerikai eladások | Angliai eladások | Album                         |
| ---- | ------------------------------------------- | ---- | -- | ---------- | ----------------- | ---------------- | ----------------------------- |
| 1976 | X-Offender                                  | -    | -  | -          | -                 | -                | Blondie                       |
| 1976 | In the Flesh                                | -    | -  | -          | -                 | -                | Blondie                       |
| 1976 | Rip Her to Shreds                           | -    | -  | -          | -                 | -                | Blondie                       |
| 1977 | Denis                                       | -    | 2  | -          | -                 | Arany            | Plastic Letters               |
| 1977 | (I’m Always Touched by Your) Presence, Dear | -    | 10 | -          | -                 | -                | Plastic Letters               |
| 1978 | Picture This                                | -    | 12 | -          | -                 | -                | Parallel Lines                |
| 1978 | Hanging on the Telephone                    | -    | 5  | -          | -                 | -                | Parallel Lines                |
| 1979 | Heart of Glass ¤                            | 1    | 1  | 58         | Arany             | Arany            | Parallel Lines                |
| 1979 | Sunday Girl ¤                               | -    | 1  | -          | -                 | Arany            | Parallel Lines                |
| 1979 | One Way or Another                          | 24   | -  | -          | -                 | -                | Parallel Lines                |
| 1979 | Dreaming                                    | 27   | 2  | -          | -                 | -                | Eat to the Beat               |
| 1979 | Union City Blue                             | -    | 13 | -          | -                 | -                | Eat to the Beat               |
| 1980 | The Hardest Part                            | 84   | -  | -          | -                 | -                | Eat to the Beat               |
| 1980 | Call Me                                     | 1    | 1  | -          | Arany             | -                | American Gigolo               |
| 1980 | Atomic                                      | 39   | 1  | 1          | -                 | Arany            | Eat to the Beat               |
| 1980 | The Tide Is High                            | 1    | 1  | 1          | Arany             | Arany            | Autoamerican                  |
| 1981 | Rapture                                     | 1    | 5  | 1          | Arany             | -                | Autoamerican                  |
| 1982 | Island of Lost Souls                        | 37   | 11 | -          | -                 | -                | The Hunter                    |
| 1982 | War Child                                   | -    | 39 | -          | -                 | -                | The Hunter                    |
| 1988 | Denis (remix)                               | -    | 50 | -          | -                 | -                | Once More Into The Bleach     |
| 1989 | Call Me (remix)                             | -    | 61 | -          | -                 | -                | Once More Into The Bleach     |
| 1994 | Atomic (remix)                              | -    | 19 | 1          | -                 | -                | Beautiful – The Remix Album   |
| 1995 | Heart of Glass (remix)                      | -    | 15 | 7          | -                 | -                | Beautiful – The Remix Album   |
| 1995 | Rapture (remix)                             | -    | -  | 8          | -                 | -                | Beautiful – The Remix Album   |
| 1995 | Union City Blue (remix)                     | -    | 31 | 30         | -                 | -                | Beautiful – The Remix Album   |
| 1999 | Maria                                       | 82   | 1  | 9          | -                 | Arany            | No Exit                       |
| 1999 | Nothing Is Real but the Girl                | -    | 26 | -          | -                 | 89               | No Exit                       |
| 1999 | No Exit                                     | -    | -  | -          | -                 | -                | No Exit                       |
| 2003 | Good Boys                                   | -    | 12 | 7          | -                 | -                | The Curse of Blondie          |
| 2006 | Rapture Riders ^                            | -    | -  | 10         | -                 | -                | Greatest Hits: Sound & Vision |